# McDonnell Douglas CF-18 Hornet
McDonnell Douglas CF-18 Hornet je izvozna inačica američkog vojnog lovca F/A-18 Hornet a namijenjen je Kraljevskim kanadskim zračnim snagama. 1980. godine je F/A-18 pobijedio na kanadskom natječaju za uvođenje novog zrakoplova u njihove zračne snage. Isporuka je započela 1982. godine, a u kanadskoj vojsci je označen kao CF-188. Zrakoplov je korišten u borbama tokom Zaljevskog rata 1991. kao i zračnim misijama u Bosni te na Kosovu. CF-18 se danas koristi u programu NORAD za kontrolu sjevernoameričkog zračnog prostora.

## Kanadski natječaj
Kanadska Vlada je 1977. odlučila zamijeniti postojeće avione Canadair CF-104, Canadair CF-5 i CF-101 Voodoo s novim lovcem. Kasnije je odluka preinačena tako da je odlučeno da će se zadržati Canadair CF-5. S proračunom oko 2,4 mlrd. CAD Kanada je namjeravala kupiti između 130 i 150 lovaca. SAD je ponudio F-14 Tomcat, F-15 Eagle i F-16 Fighting Falcon, europski zrakoplovni konzorcij Panaviju Tornado a Francuska Dassault Mirage F1 (kasnije je ta ponuda preinačena u Dassault Mirage 2000).
Američki ponuđači predstavili su Kanadi i F/A-18 Hornet te kopnenu inačicu mornaričkog lovca Super Hornet - F-18L (sličan Hornetovom prethodniku YF-17 Cobra).
1978. kanadska Vlada je objavila da su u uži krug ušli F-16 Fighting Falcon, F/A-18 Hornet i F-18L. F-14 Tomcat, F-15 Eagle i Panavia Tornado su odbijeni zbog visoke nabavne cijene dok je Dassaultova ponuda ispala iz konkurencije. Favoritom je postao F-18L. Northrop koji je ponudio taj zrakoplov do tada ga nije proizveo nego je čekao pozitivan rasplet javnog natječaja. Tvrtka je ponudila najbolji industrijski offset paket koji bi bio isplativ ako bi proizvodnja započela odmah ali kanadsko Ministarstvo obrane nije bilo spremno na to.
S druge strane, F-14 Tomcat se mogao odmah isporučiti kanadskim zračnim snagama. Naime izgrađeni lovci već su bili namijenjeni izvozu u Iran ali je zbog iranske revolucije 1979. SAD otkazao bilo kakvu vojnu opskrbu Irana. Zbog toga su kanadske vlasti zatražile kupnju tih aviona po sniženoj cijeni. Pregovori su prekinuti prije nego što je cijeli posao sklopljen jer je otkriveno da je Kanada sudjelovala u omogućavanju bijega američkog diplomatskog osoblja iz veleposlanstva u Teheranu.
1980. godine pobjednikom natječaja je proglašen F/A-18 Hornet. Kanadska narudžba je obuhvaćala 98 jednosjeda i 40 dvosjeda, ukupno 138 zrakoplova plus dodatnih 20 (što nije ostvareno).

## Operativna povijest

### Uvođenje u kanadske zračne snage
Prva dva CF-18 lovca su dostavljena 410. taktičko-borbenom eskadronu "Cougars" unutar zračne baze Cold Lake 25. listopada 1982. godine. Nakon toga započele su isporuke 409., 421. i 439. eskadrona stacioniranih u zračnoj bazi Baden-Soellingen u Zapadnoj Njemačkoj te kanadskih zračnih baza Cold Lake i Bagotville. Iako su na početku postojale poteškoće s uvođenjem novog lovca u zračne snage, početni problemi su riješeni a CF-18 se počeo koristiti u NATO misijama.

### Borbeno djelovanje
1991. godine 26 kanadskih CF-18 lovaca sudjelovalo je u operacijama Pustinjski štit i Pustinjska oluja tokom Zaljevskog rata. Lovci su bili stacionirani u katarskoj Dohi. Kanadski piloti su tokom tog rata izvršili 2.700 zračnih misija koje su ukupno uključivale 5.700 sati leta. Ti avioni su preuzeti iz kanadske zračne baze Baden-Soellingen u Zapadnoj Njemačkoj. Ta baza je danas civilna zračna luka.
U početku se CF-18 koristio u misijama zračne pratnje savezničkih aviona koji su vršili gađanje ciljeva na tlu. Tijekom sto-satne savezničke invazije na zemlju krajem veljače 1991. godine, CF-18 je izvršio 56 misija bombardiranja iračkih topničkih položaja i zapovjednih područja iza borbenih linija. Pritom je bačeno 230 kg konvencionalnih bombi. To je bilo prvi put od Korejskog rata da Kraljevske kanadske zračne snage sudjeluju u borbenim operacijama.
Završetkom Rata u Bosni, CF-18 je tamo sudjelovao u dvije misije. Prva je bila tromjesečna Operacija Mirador od kolovoza do studenog 1997. Tada su lovci sudjelovali kao zračna potpora NATO snagama. Druga misija je bila Operacija Echo (od kraja lipnja 1998. do prosinca 2000.) u kojoj su također izvršene operacije zračne potpore.
U lipnju 1999. je 18 CF-18 lovaca razmješteno u američku zračnu bazu Aviano u Italiji gdje su vršili zrak-zrak i zra-zemlja operacije.
Od 2001. CF-18 je sudjelovao u uklanjanju gotovo 3.000 zračnih prijetnji Kanadi i SAD-u. Tako je sastavljena radna skupina od CF-18 i CH-146 Griffon koja je sudjelovala u Operaciji grizli u Kananaskisu. CF-18 bio je razmješten i tokom zasjedanja skupine G8 u Kanadi kada su ti lovci dva tjedna osiguravali kanadski zračni prostor tokom političkog sumita. Također, lovci su osiguravali Zimske olimpijske i paraolimpijske igre koje su 2010. održane u Vancouveru.
2007. je nepoznat broj lovaca razmješten na Aljasku. Oni su tamo raspoređeni s ciljem obrane zračnog prostora SAD-a.
Kanadski zrakoplovi dosad su u NATO-vim zračnim misijama obavili velik broj borbenih letova i bombardiranja. Pritom su ispaljeni projektili za uništenje protivničkih zračnih luka, PZO, topničkih položaja, skladišta goriva i mjesta zapovijedanja.

## Nadogradnja
Potreba za nadogradnjom lovaca CF-18 pokazala se tokom Zaljevskog rata i Rata na Kosovu kada se avionika zrakoplova pokazala zastarjelom u odnosu na moderne lovce drugih zemalja članica NATO-a. Nadogradnja je odobrena 2000. godine kada je kanadska Vlada povećala obrambeni proračun.
2001. pokrenut je Projekt postupne modernizacije. Projekt je podijeljen u dvije faze te je ograničen na vremensko razdoblje od osam godina. Nadogradnja je obuhvaćala poboljšanje borbenih zrak-zrak i zrak-zemlja mogućnosti, nadogradnju senzora i obrambenog sučelja te zamjena komunikacijskih sustava sa starog F/A-18A i F/A-18B na standard lovaca F/A-18C i D. Primarni proizvođači komunikacijske opreme bili su Boeing i L-3 Communications a ugovor je potpisan 2002. godine. U cjelokupni proces modernizacije je uključeno ukupno 80 CF-18 zrakoplova od čega 62 jednosjeda i 18 dvosjeda. Tim projektom namjerava se produžiti radni vijek CF-18 od 2017. do 2020. godine.

### Projektna faza modernizacije I.
Ova faza je omogućavala zamjenu radara AN/APG-65 s novijim AN/APG-73 koji ima trostruko veću brzinu obrade i kapacitet memorije. Također, noviji radar ima mogućnost navođenja modernih projektila srednjeg dometa AIM-120 AMRAAM. Dodan je i prijemnik AN/APX-111 koji ima NATO standard za potrebe identifikacije drugih aviona tokom borbe.
U avion je uveden novi radio AN/ARC-210 RT-1556/ARC VHF/UHF. On ima sposobnost komunikacije i na VHF / UHF frenkvencijama kao i HAVE QUICK, HAVE QUICK II i SINCGARS opremu koja rješava probleme komunikacijske kompatibilnosti s drugim zrakoplovima zemalja članica NATO pakta. Također, radio je otporniji na ometanje.
Postojeće računalo i infornacijski sustav su zamijenjeni s AN/AYK-14 XN-8 kojeg je proizveo General Dynamics. Računalo ima veću memoriju i bolju sposobnost obrade podataka. Uveden je i GPS / INS sustav koji poboljšava navigacijske sposobnosti lovca.
Ostala nadogradnja obuhvaća:
- novi infracrveni senzor.
- LCD zasloni umjesto starih CRT ekrana. Nove zaslone je proizveo Litton Systems Canada.[14]
- sustav za omogućavanje noćnih operacija.
- AIM-120 AMRAAM rakete srednjeg dometa i druge napredne zrak-zrak i zrak-zemlja rakete.
- sredstva za smanjenje korozije.

Prva faza je dovršena u svibnju 2003. Konačna isporuka zrakoplova koji su nadograđeni u toj fazi je izvršena tokom prigodne svečanosti 31. kolovoza 2006. u Mirabelu u Quebecu.

### Projektna faza modernizacije II.
Druga faza modernizacije je započela 22. veljače 2005. a dodijeljena je Boeingu. Faza se sastojala od sljedećih nadogradnji:
- dodavanje mrežnog sustava Link 16.
- snimač letnih podataka prilikom rušenja aviona.
- nadogradnja sučelja za elektronsko ratovanje.
- sustav za zračni manevar prilikom dog-fighta.

Prvi lovac CF-18 koji je u potpunosti nadograđen u fazi II dostavljen je Kraljevskim kanadskim zračnim snagama 20. kolovoza 2007. prilikom svečanosti u Montrealu. Ukupni trošak cijele modernizacije i nadogradnje iznosio je između 2,6 mlrd. CAD. Prvi u potpunosti nadograđen zrakoplov dostavljen je u ožujku 2010.

## Zamjena za CF-18
Vojni lovci koji su se spominjali kao zamjena za CF-18 u Kraljevskim kanadskim zračnim snagama bili su: F-35 Lightning II, Eurofighter Typhoon, JAS 39 Gripen i F/A-18 Super Hornet. Prema pisanju dnevnika Le Devoir, troškovi cijelog projekta (ne uključujući održavanje, obuku pilota i rezervne dijelove) procjenjuju se između 4 i 8 milijardi USD. Boeing je pritom ponudio model F/A-18 E/F Super Hornet, derivat lovca F/A-18 Hornet. To je jeftinija alternativa čiji se ukupni troškovi procjenjuju na 4 milijarde USD.
Iako nije spomenuto ime ponuđača, pretpostavlja se da je jedan proizvođač ponudio kompletnu proizvodnju svojeg aviona u Kanadi. Njegovo ime nije objavljeno ali sumnja se između američkog Boeinga, švedskog SAAB Aerospacea i britanskog BAE Systemsa.
U srpnju 2010. kanadska Vlada je najavila da će CF-18 zamijeniti s modernijim i naprednijim F-35 Lightning II. Najavljena je kupnja 65 takvih lovaca a ukupna vrijednost cijelog projekta bi iznosila 9 milijardi CAD. U cijenu je osim lovaca uključeno oružje, infrastruktura, početni rezervni dijelovi, simulatori za trening, sustav osiguranja i projektni operativni troškovi. Isporuka bi započela 2016. godine. Kritičari ove kupnje smatraju da se sa 65 lovaca nemogu popuniti tri kompletne eskadrile te da F-35 ne odgovara za rad u bazi na Arktiku jer ima svega jedan motor.
Budući da je Kanada jedna od zemalja koje financijski potpomažu međunarodni projekt razvoja F-35 Lightning II, zemlja ima udio na pravo prvenstva (u odnosu na zemlje koje nisu uključene u projekt i ovisno o rangu na kojem se zemlja nalazi). Kanada je uključena u cijeli projekt 1997. a 2002. je svrstana u 3. rang (na prvome je SAD a na drugome Ujedinjeno Kraljevstvo).

## Inačice
- CF-18A: lovac i jurišnik jednosjed koji se u kanadskim zračnim snagama koristi pod oznakom CF-188A.
- CF-18B: trener dvosjed koji se u kanadskim zračnim snagama koristi pod oznakom CF-188B.

## Korisnici
- Kanada: Zračno zapovjedništvo Kraljevskih kanadskih zračnih snaga je na temelju podataka iz studenog 2008. imala na raspolaganju 72 CF-18A i 31 CF-18B aviona.[28] Njih 80 je u operativnoj službi.
  - 3. zračno krilo, zračna baza Bagotville, Quebec.
    - 425. taktičko-borbeni eskadron.

  - 4. zračno krilo, zračna baza Cold Lake, Alberta.
    - 409. taktičko-borbeni eskadron "Nighthawks".
    - 410. taktičko-borbeni eskadron "Cougars" (namijenjen operativnom treningu).

Rotacijama u 3. i 4. zračnom krilu, zrakoplove CF-18 znaju koristiti i zračne baze Comox (Britanska Kolumbija), Goose Bay i Gander (Newfoundland i Labrador), Greenwood (Nova Scotia) te operativne baze u kanadskom dijelu Arktika. Zračna baza Trenton u Ontariju također koristi nekoliko CF-18, ali privremeno.

## Zrakoplovne nesreće i incidenti
- 14. kolovoza 1996. - CF-18 se srušio nakon uzlijetanja u Iqaluitu u Sjeverozapadnim teritorijima. Pilot se sigurno katapultirao.[30]
- 26. svibnja 2003. - zrakoplov se srušio pokraj zračne baze Cold Lake tokom međunarodne vojne vježbe MAPLE FLAG. Pilot Kevin Naismith je poginuo.[31][32]
- 19. lipnja 2004. - CF-18 koji pripada zračnoj bazi Cold Lake je izgubljen nakon što se nije mogao zaustaviti u Yellowknifeu u Sjeverozapadnim teritorijima. Pilot je katapultiran ali se ozlijedio dok je zrakoplov obnovljen te je ponovo u uporabi.[33]
- 16. kolovoza 2005. - zrakoplov se srušio tokom vojne vježbe pokraj zračne baze Bagotville. Pilot se sigurno katapultirao.[34]
- 23. srpnja 2010. - CF-18 se srušio tokom air showa koji je održan na aerodromu Lethbridge. Pilot Brian Bew se sigurno katapultirao.[35][36]
- 17. studenog 2010. – 13 km od zračne baze Cold Lake se srušio CF-18 dok se pilot Darren Blakie uspio katapultirati.[37]

## CF-18 u popularnoj kulturi
CF-18 je prikazan u emisiji Jetstream na kanadskom Discovery Channelu u epizodi koja je pratila osam vojnih pilota Kraljevskih kanadskih zračnih snaga tokom treninga u zračnoj bazi Cold Lake. Trenirali su unutar 410. taktičko-borbenog eskadrona "Cougars".

## Tehničke karakteristike
Osnovne karakteristike
- posada: 1 ili 2
- dužina: 17,07 m
- raspon krila: 12,31 m
- površina krila: 37,16 m²
- visina: 4,66 m

Letne karakteristike
- najveća brzina: 1,8 Macha (1.814 km/h, 1.127 mph)
- dolet: 3.300 km (2.070 milja, 1.800 naut. milja)
  - borbeni dolet: 537 km (330 milja, 290 naut. milja)
- brzina penjanja: 254 m/sek.
- najveća visina leta: 15.000 m
- motor: 2× General Electric F404-GE-400 turbo-fen motora

Naoružanje
- naoružanje:
- Top: 1× 20 mm gatling top M61A1 Vulcan sa 578 metaka
- Nosač oružja: do 9 raketa, bombi i sl. smještenih ispod krila i trupa (maksimalne nosivosti do 6.215 kg) uključujući:
- Projektili:
  - Zrak - zrak projektili
    - AIM-7 Sparrow
    - AIM-9 Sidewinder
    - AIM-120 AMRAAM

  - Zrak - zrak projektili
    - AGM-65 Maverick
    - CRV7

  - Bombe
    - Mark 82, 83, 84
    - GBU-10, 12, 16, 24
    - Paveway
- defanzivne mjere: 

  - toplinski mamci
  - elektroničke protumjere (elektroničko ometanje)
  - Elektronika
    - Raytheon AN/APG-73 radar
    - BAE Systems AN/APX-111 IFF
    - Rockwell Collins AN/ARC-210 RT-1556/ARC VHF/UHF radio
    - General Dynamics Advanced Information Systems AN/AYK-14 XN-8 računalo za misije
    - Smiths Aerospace AN/AYQ-9 SM sustav

## Vanjske poveznice
- CF-18 Hornet  Arhivirana inačica izvorne stranice od 5. prosinca 2010. (Wayback Machine)
- Povijest CF-18 Horneta[neaktivna poveznica]
- Flight global.com
- CASR.ca  Arhivirana inačica izvorne stranice od 8. prosinca 2009. (Wayback Machine)

## Vidjeti također

### Usporedivi zrakoplovi
- YF-17 Cobra
- F/A-18 Hornet
- F/A-18E/F Super Hornet

### Slični zrakoplovi
- F-16 Fighting Falcon
- Mikojan MiG-29
- Dassault Mirage 2000
- JAS 39 Gripen
- Shenyang J-8